# تاجیک (نیو مکزیکو)
تاجیک (به انگلیسی: Tajique) یک منطقهٔ مسکونی در ایالات متحده آمریکا است که در شهرستان تارنس، نیومکزیکو واقع شده‌است. تاجیک ۷٫۰ کیلومتر مربع مساحت و ۱۴۸ نفر جمعیت دارد و ۲٬۰۴۳ متر بالاتر از سطح دریا واقع شده‌است.